# Степногорська міська адміністрація
Степного́рська міська адміністрація (каз. Степногор қаласы әкімдігі, рос. Степногорская городская администрация) — адміністративна одиниця у складі Акмолинської області Казахстану. Адміністративний центр — місто Степногорськ.

## Історія
2013 року до складу адміністрації було включено села Ізобільне площею 12005 га Єрейментауського району та Кириккудик площею 3302 га Аккольського району, Богембайський сільський округ (села Богембай та Степногорське) Аккольського району.

## Населення
Населення — 68126 осіб (2021; 68163 у 2009, 74008 у 1999, 100249 у 1989).
Національний склад населення станом на 2016 рік:
- росіяни — 32023 особи (46,35 %)
- казахи — 29064 особи (42,07 %)
- українці — 2461 особи
- німці — 1926 осіб
- татари — 1305 осіб
- білоруси — 480 осіб
- поляки — 225 осіб
- азербайджанці — 160 осіб
- чеченці — 130 осіб
- башкири — 126 осіб
- вірмени — 97 осіб
- молдовани — 91 особа
- корейці — 81 особа
- марійці — 79 осіб
- інгуші — 77 осіб
- удмурти — 51 особа
- мордва — 18 осіб
- інші — 691 особа

## Склад
До складу адміністрації входять місто Степногорськ, 4 селищні та 3 сільські адміністрації, 1 сільський округ:
| Поселення                             | Площа, км² | Населення, осіб (1989) | Населення, осіб (1999) | Населення, осіб (2009) | Населення, осіб (2021) | Центр      | К-ть НП |
| ------------------------------------- | ---------- | ---------------------- | ---------------------- | ---------------------- | ---------------------- | ---------- | ------- |
| Степногорськ, місто                   | -          | 58200                  | 47372                  | 46712                  | 48894                  | -          |         |
| Аксуська селищна адміністрація        | -          | 9587                   | 5690                   | 3779                   | 3211                   | Аксу       | 1       |
| Бестобинська селищна адміністрація    | -          | 8520                   | 6656                   | 6335                   | 5965                   | Бестобе    | 1       |
| Заводська селищна адміністрація       | -          | 6700                   | 3991                   | 3504                   | 3631                   | Заводський | 1       |
| Шантобинська селищна адміністрація    | -          | 8753                   | 5102                   | 4473                   | 3572                   | Шантобе    | 2       |
| Ізобільненська сільська адміністрація | 120,05     | 1881                   | 1428                   | 933                    | 540                    | Ізобільне  | 1       |
| Карабулацька сільська адміністрація   | -          | 1890                   | 1310                   | 1188                   | 1123                   | Карабулак  | 1       |
| Кириккудицька сільська адміністрація  | -          | 1365                   | 888                    | 567                    | 631                    | Кириккудик | 1       |
| Богембайський сільський округ         | 1230,00    | 3353                   | 1571                   | 672                    | 559                    | Богембай   | 2       |

## Найбільші населені пункти
Населені пункти з чисельністю населення понад 1000 осіб:
| № | Населений пункт | Населення, осіб (1989) | Населення, осіб (1999) | Населення, осіб (2009) | Населення, осіб (2021) |
| - | --------------- | ---------------------- | ---------------------- | ---------------------- | ---------------------- |
| 1 | Степногорськ    | 58 200                 | 47 372                 | 46 712                 | 48 894                 |
| 2 | Бестобе         | 8 520                  | 6 656                  | 6 335                  | 5 965                  |
| 3 | Заводський      | 6 700                  | 3 991                  | 3 504                  | 3 631                  |
| 4 | Шантобе         | 8 400                  | 4 730                  | 4 214                  | 3 443                  |
| 5 | Аксу            | 9 587                  | 5 690                  | 3 779                  | 3 211                  |
| 6 | Карабулак       | 1 890                  | 1 310                  | 1 188                  | 1 123                  |